# Колосов, Арсений Леонидович
Арсе́ний Леони́дович Ко́лосов (24 ноября 1928, Псарево, Ярославская губерния — 6 апреля 1995, Жуковский, Московская область) — заслуженный лётчик-испытатель СССР (1973), пилот ОКБ Яковлева, майор (1969).

## Биография
Родился 24 ноября 1928 года в селе Псарёво ныне Даниловского района Ярославской области.
В 1948 году Арсений Колосов окончил Ивановскую спецшколу ВВС. С августа 1948 года служил в Советской армии. В 1951 году окончил Омское военное авиационное училище летчиков ВВС и Высшую офицерскую авиационно-инструкторскую школу в городе Грозный. В 1951—1959 годах служил лётчиком-инструктором Омского училища. С июня 1959 года находился в запасе.
Окончил школу лётчиков-испытателей в 1960 году. Работал лётчиком-испытателем ОКБ Яковлева. Поднял в небо и провёл испытания самолётов Як-40 (21 октября 1966) и Як-42 (6 марта 1975). Принимал участие в испытаниях Як-27, Як-28, Як-30, Як-32.
После службы лётчиком-испытателем работал в 1979—1994 годах диспетчером лётной службы на заводе имени В. М. Мясищева. После выхода на пенсию жил в городе Жуковский Московской области.
Умер 6 апреля 1995 года. Похоронен на кладбище в Островцах Раменского района Московской области.
Был награждён орденами Октябрьской Революции (26.04.1971), «Знак Почёта» (10.08.1967) и медалями.